# Derrington-Francis
Derrington-Francis Racing Team va ser un constructor britànic que va arribar a disputar curses de Fórmula 1.
L'escuderia va ser fundada pel pilot britànic Stirling Moss, el seu cap de mecànics Alf Francis i l'enginyer Vic Derrington. Aquests van transformar un vell ATS en un cotxe nou, reanomenant-lo amb els seus cognoms.
El monoplaça va debutar el 6 de setembre del 1964 al Gran Premi d'Itàlia del 1964 de les mans del pilot portuguès Mario de Araujo Cabral que es va haver de retirar per problemes mecànics.
No van poder disputar cap més cursa de F1 perquè en uns entrenaments privats el pilot Dan Gurney va patir u greu accident deixant inutilitzat el prototip i ja no en van fabricar cap més.

## Resultats a la Fórmula 1
| Any  | Pilot                  | 1   | 2   | 3   | 4   | 5   | 6   | 7   | 8       | 9   | 10  | Posició | Punts |
| ---- | ---------------------- | --- | --- | --- | --- | --- | --- | --- | ------- | --- | --- | ------- | ----- |
| 1964 | Mario de Araujo Cabral | MON | HOL | BEL | FRA | GBR | ALE | AUT | ITA Ret | USA | MEX | -       | 0     |

## Resum
- Curses disputades:  1
- Victòries: 0
- Podiums: 0
- Punts: 0